# Dichotomius camargoi
Dichotomius camargoi är en skalbaggsart som beskrevs av Martinez 1956. Dichotomius camargoi ingår i släktet Dichotomius och familjen bladhorningar. Inga underarter finns listade i Catalogue of Life.